# Điều chế biên độ
Điều chế biên độ (hay còn gọi là điều biên, tiếng Anh: Amplitude Modulation, viết tắt là "AM") là một kỹ thuật được sử dụng trong điện tử viễn thông, phổ biến nhất là dùng để truyền thông tin qua một sóng mang vô tuyến. Kỹ thuật này là thay đổi biên độ của tín hiệu sóng mang theo biên độ của tín hiệu thông tin cần gửi đi, hay nói cách khác là điều chế sóng mang bằng biên độ theo tín hiệu mang tin. Ví dụ, thay đổi cường độ tín hiệu có thể được dùng để phản ánh các âm thanh được tái tạo lại bởi một người nói, hoặc để xác định độ chói của các điểm ảnh truyền hình. (Trái ngược với điều biên là điều tần, cũng thường được sử dụng để truyền âm thanh, trong đó tần số truyền được thay đổi; và điều pha thường được sử dụng trong điều khiển từ xa, trong đó pha của tín hiệu sóng mang được thay đổi)
Vào giữa những năm 1870, một dạng điều biên—ban đầu được gọi là "những dòng gợn"—là phương pháp đầu tiên thành công tạo âm thanh chất lượng tốt qua các đường dây điện thoại. Bắt đầu với các thuyết minh âm thanh của Reginald Fessenden vào năm 1906, nó cũng là phương pháp đầu tiên được sử dụng cho đài phát thanh, và ngày nay vẫn được sử dụng cho nhiều hình thức viễn thông—"AM" thường được dùng để chỉ dải sóng quảng bá là dải sóng trung (xem vô tuyến AM).

Hình 1: Một tín hiệu âm thanh (phía trên) có thể được mang bởi một sóng vô tuyến AM hoặc FM (điều biên màu đỏ, điều tần màu xanh)

## Các dạng điều biên
Từ lúc bắt đầu được phát triển cho điện thoại, điều biên đã được sử dụng để thêm thông tin âm thanh vào dòng điện một chiều công suất thấp chảy từ một điện thoại phát đến điện thoại thu. Với giải thích đơn giản là, tại đầu cuối phía phát, micro điện thoại được sử dụng để biến đổi cường độ của dòng điện được truyền, theo tần số và âm sắc của âm thanh nhận được. Sau đó, tại đầu cuối phía thu của đường dây điện thoại, dòng điện tác động vào một nam châm điện, được tăng và giảm để phù hợp cường độ của dòng điện. Lần lượt, các nam châm điện tạo ra rung động trong màng rung của máy thu, vì thế tái tạo gần chính xác tần số và âm sắc của các âm thanh gốc nghe thấy ở phía phát.
Trái ngược với điện thoại, trong thông tin vô tuyến cái được điều chế là một tín hiệu vô truyến sóng liên tục (sóng mang) được tạo ra bởi một máy phát vô tuyến. Trong dạng cơ bản của nó, điều chế biến độ tao ra một tín hiệu với công suất tập trung ở tần số sóng mang và ở hai dải biên liền kề. Quá trình này được gọi là tạo phách. Điều chế biên độ mà kết quả là hai dải biên và một sóng mang thường được gọi là điều chế biên độ biên kép (DSB-AM). Điều biên kiểu này không có hiệu quả do năng lượng tập trung ít nhất 2 phần 3 ở tần số sóng mang nhưng lại không mang thông tin hữu ích, còn hai biên mang thông tin hữu ích thì chỉ có năng lượng thấp, mặc dù chỉ cần một trong hai dải biên là có thể truyền tin do hai dải biên chứa thông tin giống hệt nhau.
Để tăng hiệu quả máy phát, sóng mang có thể được loại bỏ (hay triệt bỏ một phần) khỏi tín hiệu AM. Kiểu điều biên này tạo ra tín hiệu giảm sóng mang hay tín hiệu biên kép triệt sóng mang (DSBSC). Giải pháp điều chế biên độ triệt sóng mang có hiệu quả về năng lượng gấp 3 lần so với DSB-AM thông thường. Nếu sóng mang chỉ bị triệt một phần, một tín hiệu biên kép triệt một phần sóng mang (DSBRC) được tạo ra. Các tín hiệu DSBSC và DSBRC cần sóng mang của chúng phải được khôi phục (ví dụ bằng một bộ dao động phách) để giải điều chế sử dụng các kỹ thuật thông thường.
Thậm chí hiệu quả cao hơn sẽ đạt được bằng cách triệt hoàn toàn cả sóng mang và một trong hai dải biên. Tương ứng với hiệu quả cao là độ phức tạp của máy thu và máy phát cũng tăng lên dẫn đến chi phí tăng. Đây là kiểu điều chế đơn biên, được sử dụng rộng rãi trong vô tuyến nghiệp dư do hiệu quả sử dụng năng lượng và dải tần.
Một dạng AM đơn giản thường được sử dụng cho truyền dẫn số là khóa bật tắt (on-off keying), một kiểu của ASK (amplitude-shift keying - khóa dịch biên), trong đó dữ liệu nhị phân được biểu diễn như việc có hoặc không có một sóng mang. Điều này thường được sử dụng trong các tần số vô tuyến để truyền mã Morse, được gọi hoạt động sóng liên tục (CW).
Năm 1982, Liên minh Viễn thông Quốc tế (ITU) phân loại các kiểu điều chế biên độ như sau:
| Tên gọi   | Miêu tả                                                    |
| --------- | ---------------------------------------------------------- |
| A3E       | hai dải biên và sóng mang đầy đủ - kiểu điều chế AM cơ bản |
| R3E       | đơn biên và giảm một phần sóng mang                        |
| H3E       | đơn biên và sóng mang đầy đủ                               |
| J3E       | đơn biên triệt sóng mang                                   |
| B8E       | phát dải biên độc lập                                      |
| C3F       | dải biên còn sót                                           |
| Lincompex | kết hợp bộ nén và bộ giãn                                  |

## Ví dụ: điều chế biên độ biên kép
Sóng mang được lấy là sóng hình sin đơn giản, chẳng hạn:
{\displaystyle c(t)=C\cdot \sin(\omega _{c}t+\phi _{c}),\,}
tần số sóng mang (Hz) được tính:  {\displaystyle \omega _{c}/(2\pi ).\,}
Với tổng quát, {\displaystyle C\,} và {\displaystyle \phi _{c}\,} là các hằng số tùy ý biểu diễn cho pha ban đầu và biên độ sóng mang.  Để đơn giản, ta thiết lập các giá trị tương ứng với {\displaystyle C\,} bằng 1 và {\displaystyle \phi _{c}\,} bằng 0.
m(t) biểu diễn một dạng sóng bất kỳ, đây là thông tin cần được truyền.  Và để hằng số  M biểu diễn cường độ của thông tin.  Ví dụ:
{\displaystyle m(t)=M\cdot \cos(\omega _{m}t+\phi ).\,}
Do đó, thông tin có thể chỉ là một tín hiệu âm thanh đơn giản của tần số  {\displaystyle \omega _{m}/(2\pi ).\,}
Thông thường  {\displaystyle \omega _{m}\ll \omega _{c}\,}  và  {\displaystyle \min[m(t)]=-M.\,}
Sau đó tín hiệu điều chế biên độ được tạo ra bằng cách nhân tín hiệu mang tin và tín hiệu sóng mang:
| {\displaystyle y(t)\,} | {\displaystyle =[A+m(t)]\cdot c(t),\,}                                        |
|                        | {\displaystyle =[A+M\cdot \cos(\omega _{m}t+\phi )]\cdot \sin(\omega _{c}t).} |
{\displaystyle A\,} biểu diễn hằng số khác ta có thể chọn.  Giá trị A=1, và M=0.5, kết quả là tín hiệu y(t) được mô tả bằng phổ tín hiệu trên miền tần số với "mức điều chế 50%" ở hình 4.
Với thí dụ đơn giản này, y(t) có thể được biểu diễn dưới dạng lượng giác tương đương sau:
{\displaystyle y(t)=A\cdot \sin(\omega _{c}t)+{\begin{matrix}{\frac {M}{2}}\end{matrix}}\left[\sin((\omega _{c}+\omega _{m})t+\phi )+\sin((\omega _{c}-\omega _{m})t-\phi )\right].\,}
Do đó, tín hiệu được điều chế có 3 thành phần, thành phần tần số sóng mang và hai thành phần tần số biên tần (sóng hình sin) có tần số lớn hơn và nhỏ hơn  {\displaystyle \omega _{c}.\,}
Chú ý rằng việc chọn A=0 sẽ loại trừ thành phần sóng mang, nhưng các dải biên vẫn còn.  Đây là kiểu truyền DSBSC.  Để tạo ra sóng mang đầy đủ và hai dải biên (A3E), ta phải chọn:  {\displaystyle A\geq M.\,}
Để được thêm các dạng tổng quát của m(t), dạng lượng giác là chưa đủ. Nhưng nếu đồ thị trên của hình 2 miêu tả phổ tần số của m(t), thì đồ thị dưới mô tả sóng mang được điều chế. Nó có hai nhóm: một ở tần số dương (0 {\displaystyle +\omega _{c}}) và một tại tần số âm (0 {\displaystyle -\omega _{c}}).  Mỗi nhóm gồm hai dải biên và một thành phần hẹp ở giữa biểu diễn năng lượng tại tần số sóng mang. Ta chỉ cần quan tâm đến tần số dương.  Tần số âm là thành phần toán học không chứa thông tin thêm.  Vì vậy, ta thấy rằng phổ của một tín hiệu AM bao gồm cơ bản là phổ gốc (2 biên) dịch lên tần số sóng mang.
Đối với biến đổi toán học của hình 2, nó là kết quả của việc tính toán biến đổi Fourier của:   {\displaystyle [A+m(t)]\cdot \sin(\omega _{c}t),\,} sử dụng các cặp biến đổi sau:
{\displaystyle {\begin{aligned}m(t)\quad {\stackrel {\mathcal {F}}{\Longleftrightarrow }}&\quad M(\omega )\\\sin(\omega _{c}t)\quad {\stackrel {\mathcal {F}}{\Longleftrightarrow }}&\quad i\pi \cdot [\delta (\omega +\omega _{c})-\delta (\omega -\omega _{c})]\\A\cdot \sin(\omega _{c}t)\quad {\stackrel {\mathcal {F}}{\Longleftrightarrow }}&\quad i\pi A\cdot [\delta (\omega +\omega _{c})-\delta (\omega -\omega _{c})]\\m(t)\cdot \sin(\omega _{c}t)\quad {\stackrel {\mathcal {F}}{\Longleftrightarrow }}&{\frac {1}{2\pi }}\cdot \{M(\omega )\}*\{i\pi \cdot [\delta (\omega +\omega _{c})-\delta (\omega -\omega _{c})]\}\\=&{\frac {i}{2}}\cdot [M(\omega +\omega _{c})-M(\omega -\omega _{c})]\end{aligned}}}

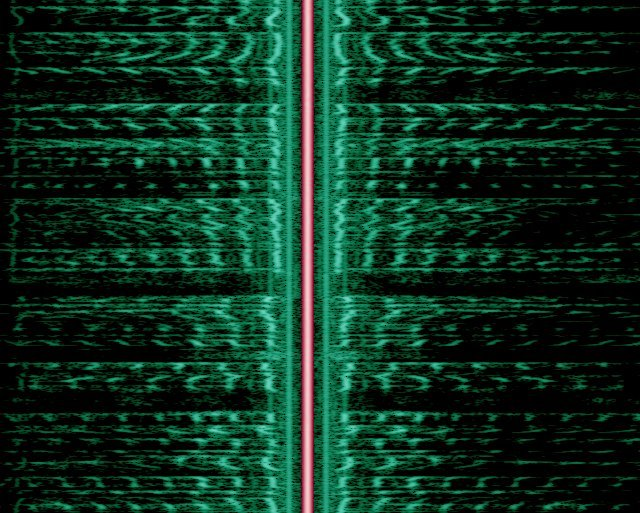
Hình 3: ảnh phổ của một chương trình quảng bá AM gồm 2 dải biên (màu xanh) ở giữa là tín hiệu sóng mang (màu đỏ).

Dưới dạng tần số dương, băng thông truyền dẫn của AM gấp hai lần băng thông tín hiệu gốc (dải biên)—các dải biên của tần số dương và âm đều được dịch lên tần số sóng mang. Do đó, DSB-AM (điều biên với sóng mang đầy đủ và hai dải biên) là không hiệu quả, vì chỉ có vài đài phát thành có thể được cấp dải tần hoạt động trong dải tần số quảng bá được cấp trước. Các phương pháp triệt sóng mang khác nhau trong các dạng điều chế biên độ đã sử dụng để nâng cao hiệu quả sử dụng năng lượng và phổ. Với dạng điều biên triệt sóng mang sẽ không có việc tập trung phần lớn năng lượng ở thành phần trung tâm của phổ. Hiệu quả sử dụng năng lượng máy phát của DSB-AM tương đối thấp (khoảng 33%). Nhưng lợi ích của kiểu điều chế này là máy thu rẻ, dễ sản xuất, dễ dàng lọc được thông tin từ tín hiệu thu được. Các dạng AM triệt sóng mang có hiệu quả sử dụng năng lượng có thể đạt đến 100%, do đó không phí năng lượng trên sóng mang nhưng lại không mang thông tin.

## Chỉ số điều chế (Hệ số điều chế)
Như với các chỉ số điều chế khác, trong AM, chỉ số này cũng còn được gọi là độ sâu điều chế, hệ số điều chế. Đối với AM, nó liên quan đến sự biến thiên trong biên độ sóng mang và nó được xác định bằng:
{\displaystyle h={\frac {\mathrm {peak\ value\ of\ } m(t)}{A}}={\frac {M}{A}},}   ở đây {\displaystyle M\,} và {\displaystyle A\,} được nói đến ở phần trên. Peak value of m(t) - giá trị đỉnh của m(t).
Nếu {\displaystyle h=0.5}, biên độ sóng mang biến thiên 50% trên và dưới mức không điều chế, và với {\displaystyle h=1.0} nó biến thiên 100%. Để tránh méo dạng tín hiệu và hiện tượng quá điều chế trong chế độ truyền A3E, độ sâu điều chế phải thỏa mãn h <= 1. Các hệ thống máy phát thực tế sẽ kết hợp sử dụng một số mạch giới hạn, như mạch VOGAD, để đảm bảo tránh méo.
Mức độ biến thiên của các tín hiệu điều chế với tỷ lệ điều chế khác nhau được chỉ ra bên dưới. Trong mỗi hình, biên độ cực đại cao hơn so với hình trước đó.

Hình 4: Độ sâu điều chế